# Вошка і блішка
«Вошка і блішка» (нім. Läuschen und Flöhchen) —  казка, опублікована братами Грімм у збірці «Дитячі та сімейні казки» (1812, том 1, казка 30). Згідно з класифікацією казкових сюжетів Аарне-Томпсона має номер 2022: «Оплакування смерті подружжя твариною». Казка має ланцюгову форму, такі оповідки часто називають кумулятивними казками. 
Вільгельм Грімм почув казку від Доротеї Вільд у 1808 році. 
Інколи вошку і блішку заміняють сонечком і мухою.

## Сюжет
Вошка і блішка вели разом господарство, поки вошка не впала у пиво, яке вони варили у яєчній шкарлупі. Блішка почала голосно кричати, а відтак фірточка почала скрипіти,  а віничок — підмітати. Коли після низки інших предметів, черга доходить до струмка, то він від почутої новини розливається і затоплює все довкола.